# 가치구미
가치구미(일본어: 勝ち組→승리조) 또는 전승파(戦勝派)는 제2차 세계 대전 이후 일본계 외국인 사회에서 일본이 미국에 승리했다고 믿었던 사람들을 부른다. 반대로 일본이 미국에 패배했다고 인정하고 가치구미를 납득시키려고 한 사람들을 마케구미(負け組→패배조) 또는 인식파(認識派)라 부른다. ‘가치구미’·‘마케구미’라는 용어는 21세기에는 일본 사회의 양극화 상황을 묘사할 때 쓰이기도 한다.
하와이에서는 패전후 10년이 지나서도 가치구미가 존재했다고 알려져 있다. 그 후, 정확한 정보가 알려짐에 따라 일본의 패전이라는 현실을 인정하고, 자연히 소멸되었다.
브라질에서는 가치구미와 마케구미 사이에 다툼이 일어나 대규모 무력 충돌 사건으로 비화되어 사상자도 발생했다.

## 일본 양극화에 쓰이는 용어
2003년과 2004년 이후로는 ‘가치구미’와 ‘마케구미’라는 말은 양극화된 일본 사회의 상류층과 하류층을 부르는 말로 쓰이기 시작했다.

## 같이 보기
- 일본계 브라질인